# Somoto
Somoto ist eine Stadt im Norden von Nicaragua, Verwaltungssitz des gleichnamigen Municipios  und Hauptstadt des Departamentos Madriz.
Die Stadt ist über die Panamericana CA1 mit dem 216 km entfernten Managua verbunden.
Der  Name in Nahuatl, "Tecpecxomotli" bedeutet "Berg der Gänse". In der Kolonialzeit wurde das Cabildo in den Cédulas Reales: Santiago de Los Caballeros de Somoto Grande bezeichnet.
Es ist eine Marktstadt im Hochland mit angenehmen Klima. In Somoto sind die Brüder Luis Enrique und Carlos Mejía Godoy, der Lokalredakteur von La Prensa für Madriz, Marlon Caldera Balladárez und des Fußballvereins Real Madriz, geboren.

## Iglesia Santiago
Die Iglesia Santiago wurde aus Lehmziegeln und gebrochenen Steinen gebaut. Sie beherbergt neben anderen eine Figur des Señor de los Milagros, ein Bild des Corazón de Jesús und ein Taufbecken von 1652 – sowie ein Schwarzer Christus am Kreuz. Der heutige Bau wurde am 9. September 1661 von den Tischlern Ángel Aguilar und Juan Vásquez begonnen. Bürgermeister war damals Guadalupe Rin.

„An dem Ort existiert eine dreischiffige Kirche, deren Dachziegeldeckung auf 14 Holzsäulen ruht, ein schmuckloser Altar und ein Glockenturm auf vier Holzpfählen, welcher mit Stroh gedeckt ist.“

## Museen
In der Nähe wurden archäologische Stätten gefunden von welchen Artefakte im
- Museo Piedra Pintada[2]
- Museo de Cerámica precolombina, eine kleine Ausstellung im Rathaus
- Museo Arqueológico y de Historia im Parque Central Zelaya[3]

## Landwirtschaft
La Flor del Henequén wird auf den umliegenden Cerros angebaut, weshalb auch die Stadt selbst so bezeichnet wird.

## Feste
Das Fest des Señor de los Milagros wird im Mai gefeiert. Das Fest des Sagrado Corazón de Jesús wird im Juni gefeiert. Das Patronatsfest des Santiago folgt am 25. Juli.
Am 11. November 1936 wurde von Dr. Juan Benito Briseño und General Luis Fiallos das Departement Madriz gegründet, deshalb ist im November Karneval.

## Rosquilla
In Somoto werden Rosquillas, ein torusförmiges Gebäck, ähnlich wie Donuts, in Lehmöfen gebacken.

## Cañón de Somoto

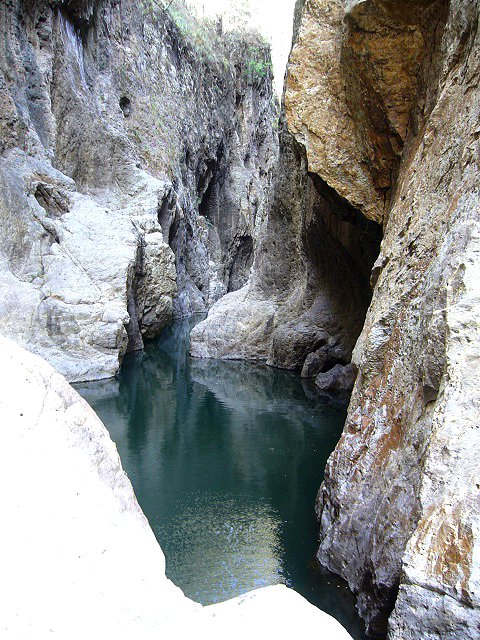
Cañón de Somoto

Ein bis zehn Kilometer nördlich der Panamericana liegt auf der Höhe von Somoto ein Zufluss des Rio Coco, der Cañón de Somoto.